# Ressaut hydraulique

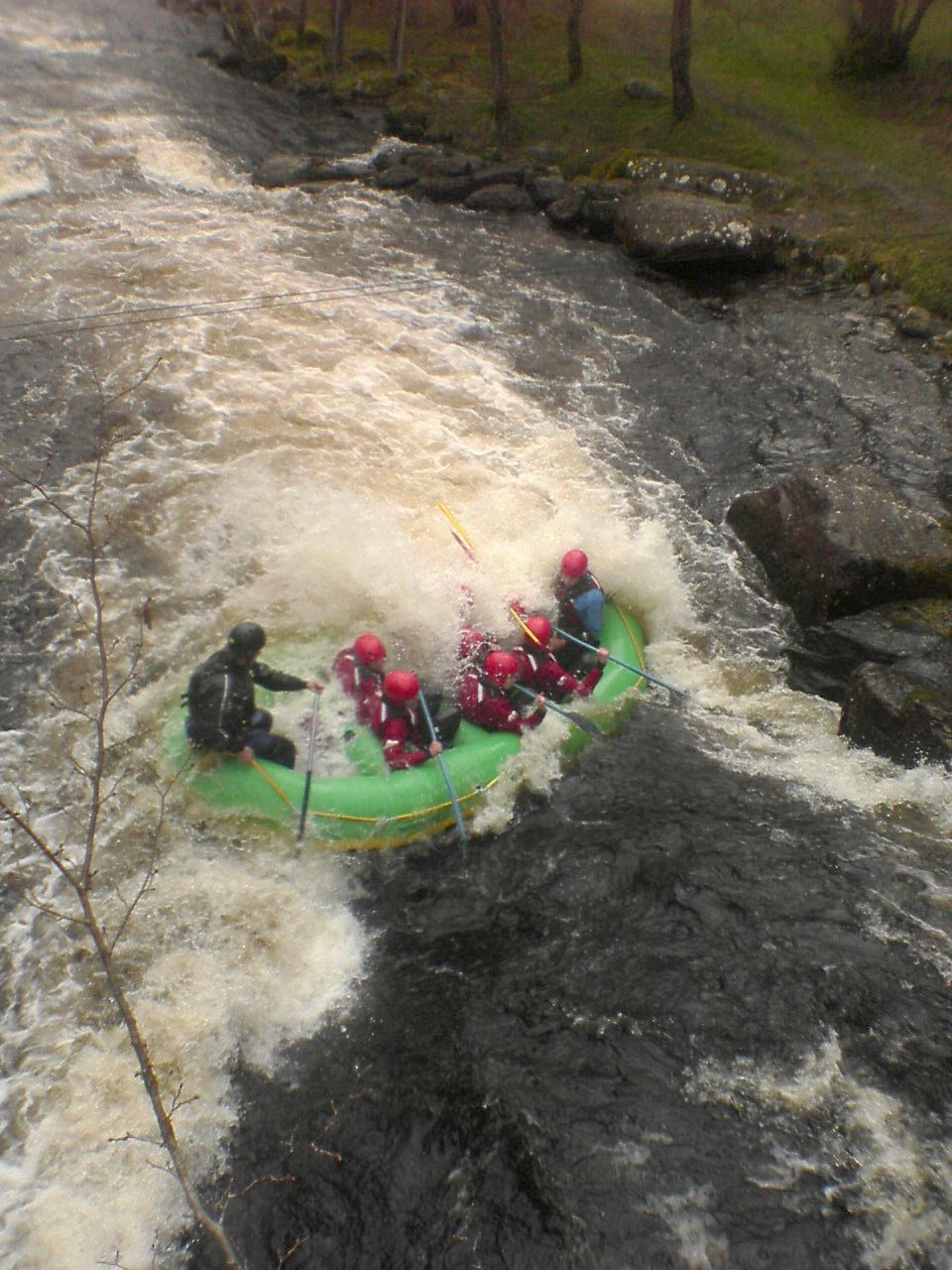
Figure 1 : Rafting franchissant un ressaut hydraulique sur la Canolfan Tryweryn, en Pays de Galles.

Le ressaut hydraulique est un phénomène couramment observé lors d'écoulements à surface libre (rivières et déversoirs, courants marins). Lorsque le fluide subit une perte importante de vitesse, la surface de l'écoulement s'élève brusquement. L'énergie cinétique est transformée en énergie potentielle et en turbulence, qui se traduit par des pertes irréversibles de charge. Le flot, qui était rapide, ralentit et s'empile sur lui-même à la manière d'une onde de choc supersonique. Ce phénomène du ressaut hydraulique a été décrit en 1818 par Giorgio Bidone, puis en 1828 par Jean-Baptiste Bélanger.
Ce phénomène dépend de la vitesse initiale du fluide. Si cette vitesse est inférieure à la vitesse critique, aucun ressaut n'est possible. Lorsque la vitesse du liquide n'est pas nettement supérieure à la vitesse critique, la transition apparaît comme un système d'ondes. Si la vitesse du flot devient plus grande, la transition est de plus en plus abrupte, jusqu'à ce que la zone de transition se brise et s'enroule sur elle-même. Lorsque ce phénomène se produit, le ressaut apparaît, en conjonction avec une violente turbulence, la formation de rouleaux et de vagues.
Les deux manifestations principales d'un ressaut hydraulique sont :
- le ressaut hydraulique stationnaire où le flot rapide se transforme en un flot plus lent (figures 1 et 2) ;
- le mascaret, qui est une vague remontant le flot (figure 3).

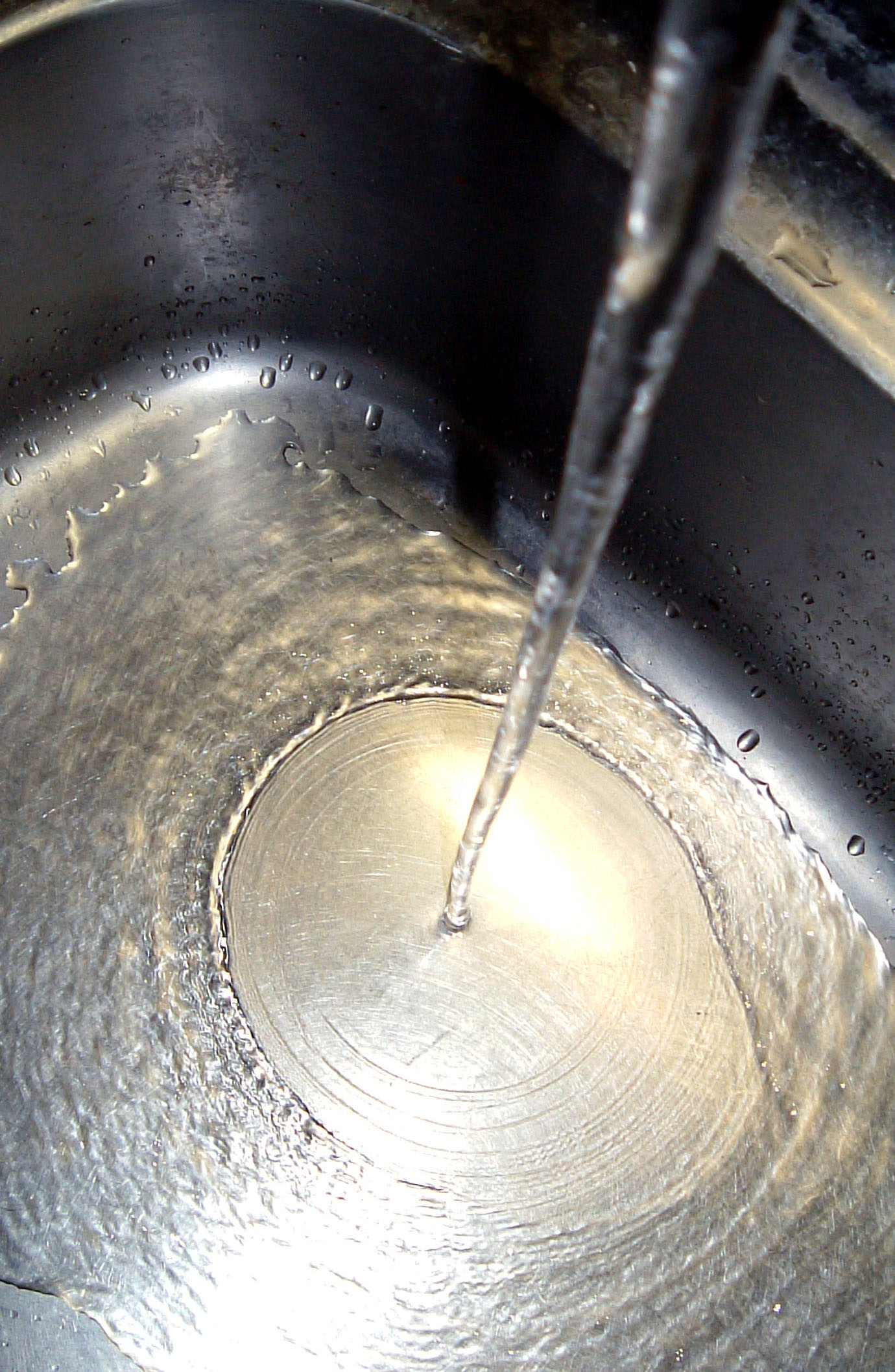
Figure 2 : Un exemple de courant de ressaut hydraulique qui se manifeste par une onde circulaire stationnaire autour du jet d'eau. Le ressaut se trouve là où le cercle est stationnaire et où la turbulence est visible.

Le concept de ressaut hydraulique peut se généraliser en météorologie en présence d'ondes de relief. De la même manière que pour un écoulement dans une rivière, si la vitesse de l'air (le vent) est importante, des ressauts hydrauliques se forment, qui peuvent être assez violents pour briser des aéronefs,.

## Ressaut hydraulique dans un écoulement à surface libre
Pour des écoulements caractérisés par la transition d'un écoulement torrentiel à un écoulement de type fluvial, les lignes de courant divergent fortement et l'écoulement devient rapidement varié en ce qui concerne le profil de la surface libre. Si l'exhaussement de la ligne d'eau est suffisamment important, on observe un ou plusieurs rouleaux plus ou moins instables avec déferlement et turbulence importante qui entraînent une dissipation d'énergie non négligeable.
Le ressaut hydraulique désigne uniquement cette transition. Il s'accompagne d'une dissipation d'énergie (perte de charge). Par ailleurs, une partie de l'énergie cinétique est convertie en énergie potentielle (la vitesse diminue et la hauteur augmente). Le ressaut est caractérisé par une forte turbulence.
Ces caractéristiques ont permis aux ingénieurs (à partir des années 1950) de remplacer les évacuateurs de crue « en cascades successives » aussi dénommés « coursiers en marches d'escalier » (stepped spillways) utilisés depuis au moins 3500 ans et équipant environ 1/3 des barrages nord-américains, en les remplaçant par des bassins dissipateurs d'énergie par ressaut hydraulique, bien moins coûteux. Mais la technique "en escalier" a trouvé un regain d'intérêt à la fin du XXe siècle car elle est bien plus efficace pour réoxygéner l'eau prélevée en fonds de réservoir en amont du barrage, moins traumatisante pour les organismes aquatiques présents dans le flux, et car grâce aux nouveaux matériaux et à une meilleure connaissance des écoulements diphasiques (ces derniers entrainent en effet une grande quantité d'air avec l'eau en condition d'écoulement supercritique, formant une « eau blanche » et « mousseuse », et donc bien plus volumineuse) il est aujourd'hui moins nécessaire de surdimensionner les installations. Il a aussi récemment été démontré que la présence d'air dans l'eau s'écoulant à grande vitesse réduit ou empêche l'érosion des matériaux par cavitation.

### Nombre de Froude, flot critique
On considère un canal fluvial ouvert rectangulaire. Soit v la vitesse de l'eau et soit h la profondeur. On appelle charge hydraulique E la quantité suivante :
{\displaystyle E={1 \over 2}v^{2}+gh}
On définit l'écoulement Q comme étant la quantité :
{\displaystyle Q=vh}
Pour une charge hydraulique donnée, l'écoulement Q va être maximal lorsque :
{\displaystyle v_{0}={\sqrt {gh_{0}}}}
Un tel écoulement est appelé écoulement critique.
On définit maintenant le nombre de Froude comme suit :
{\displaystyle Fr^{2}={v_{0}^{2} \over gh_{0}}}
L'écoulement sera dit sous-critique si Fr < 1, critique si Fr = 1 et super-critique si Fr > 1.

### Équation de Belanger

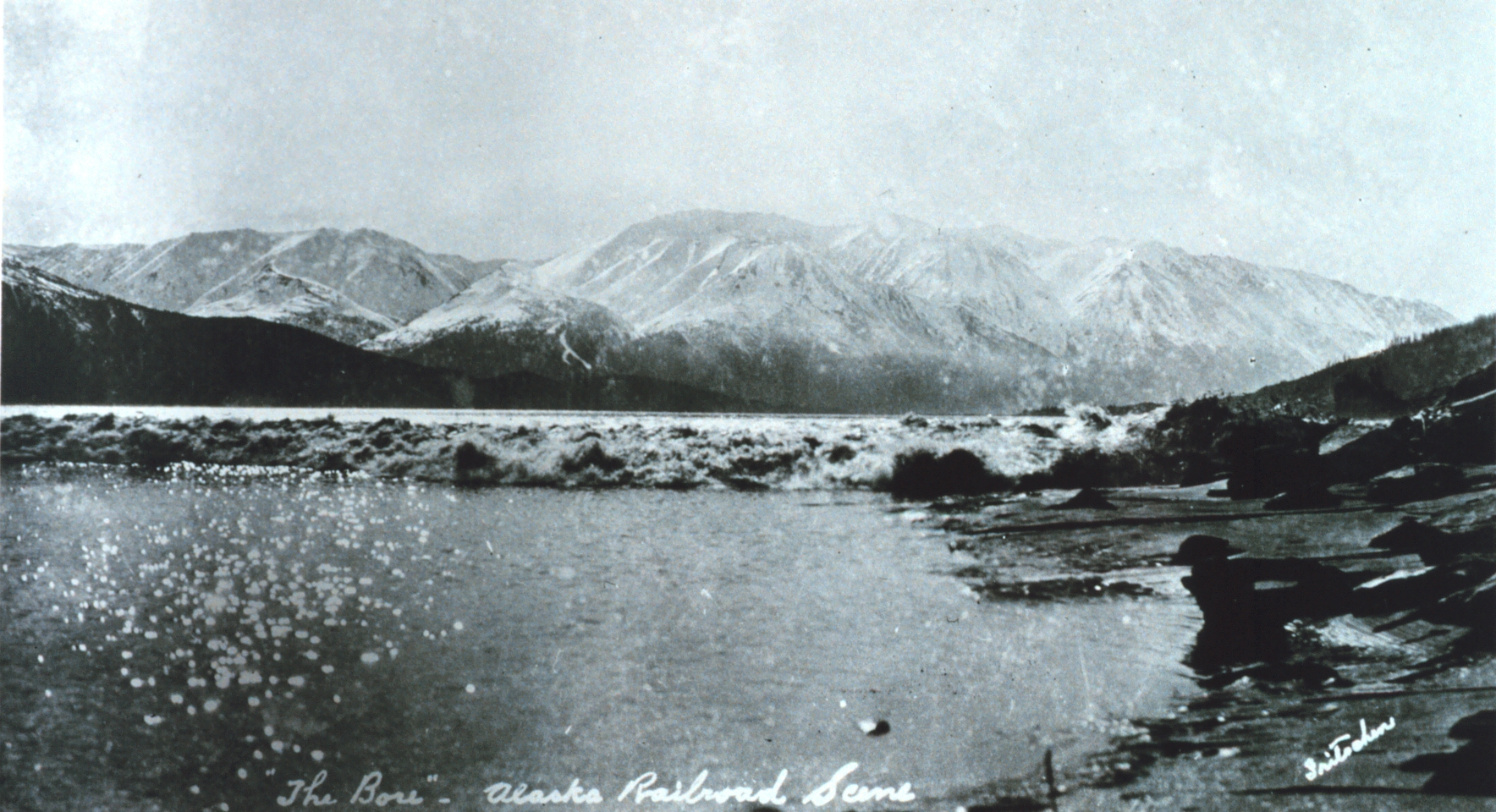
Figure 3: Le mascaret en Alaska montrant une onde de choc turbulente. À cet endroit, le bras de mer est peu profond et l'élévation du niveau d'eau est importante.

On considère un flux super-critique en aval d'une obstruction. On va démontrer que l'écoulement va être soumis à un ressaut qui va diminuer la charge hydraulique. On suppose qu'à l'origine, l'écoulement est de hauteur h₁ et de vitesse v₁. On rappelle que le nombre de Froude associé sera :
{\displaystyle Fr^{2}={v_{1}^{2} \over gh_{1}}}
L'équation de Belanger exprime la hauteur h₂ du ressaut comme suit:
{\displaystyle {h_{2} \over h_{1}}={-1+{\sqrt {1+8Fr^{2}}} \over 2}}
On constate que lorsque l'écoulement est légèrement super-critique, l'écoulement en aval du ressaut hydraulique va être à une très bonne approximation critique. Même si Fr = 2, le nombre de Froude en aval du ressaut sera proche de 1.
Toutefois, lorsque le nombre de Froude en amont est important, l'écoulement en aval va devenir nettement sous-critique.

### Effet d'un obstacle en travers du flot
On considère maintenant un obstacle en travers du flot de hauteur H₀ on suppose que le flot au-dessus de l'obstacle est critique. Soit h la hauteur du courant en aval de l'obstacle. On définit :
{\displaystyle h_{0}=h-H_{0}}
La hauteur du courant d'eau h₁ juste en aval de l'obstacle telle que calculée par Joachim Küttner sera donnée par l'équation suivante :
{\displaystyle h_{0}+2(H_{0}+h_{0})={h_{0}^{3} \over h_{1}^{2}}+2h_{1}}

## Application en météorologie
Il n'y a pas si longtemps, certains phénomènes météorologiques en aval des montagnes n'étaient pas compris. On pourra citer le föhn qui est un vent brûlant provenant du sud soufflant au nord de l'arc alpin. Ce vent est souvent tempétueux et une croyance qui a perduré jusqu'au milieu du XIXe siècle voulait que ce vent provînt directement du Sahara
jusqu'à ce qu'une explication plus correcte fût donnée,.
Dans le même ordre d'idées, beaucoup d'avions se sont dans le passé abîmés en aval de la Sierra Nevada par temps de Chinook, les pilotes pensant que les altimètres étaient déréglés alors qu'ils ont simplement été pris dans des ondes de relief qui sont parfaitement laminaires. Ces ondes laminaires surmontent des zones de turbulence appelées rotors qui peuvent être tellement violentes que des aéronefs ont été détruits en tentant de traverser ces zones.
Joachim Küttner a proposé une explication élégante de tous ces phénomènes basée sur l'hydrodynamique. Le caractère tempétueux du föhn peut s'expliquer simplement en considérant que le flux d'air au-dessus d'une chaîne de montagnes peut être assimilé au flot dans un canal fluvial comme le canal du Midi qui rencontre une écluse (qui est inversée car la porte se lèverait à partir du sol).
Ainsi comme il a été montré dans la section ci-dessus, lorsque le flot rencontre un obstacle, l'épaisseur du flot diminue tandis que celui-ci accélère nettement. Cela explique pourquoi le föhn peut être extrêmement violent juste en aval de la chaîne alpine.
Comme l'équation de Belanger indique, un ressaut hydraulique s'accompagne d'une perte de charge et donc cette énergie doit être dissipée sous forme de turbulence et de chaleur. La turbulence sera d'autant plus forte que la perte de charge sera forte.
Dans ce qui suit, on quantifie la violence des rotors.

### Hypothèses de base
Soit {\displaystyle \theta } la température virtuelle au sein de l'atmosphère et soit {\displaystyle \Delta \theta } la différence de température virtuelle entre la parcelle d'air en ascension et la température virtuelle de la masse d'air extérieure. On définit alors la flottabilité de la parcelle d'air γ comme étant :
{\displaystyle \gamma ={g\Delta \theta  \over \theta }}
On notera que γ n'est pas uniforme.
La modélisation des rotors et ondes de relief sera basée sur la théorie précédente ou l'on remplace g par γ qui peut être 50 fois plus petite. Le nombre de Froude est défini par :
{\displaystyle Fr^{2}={v^{2} \over \gamma h}\approx 1}
On remplace γ. On a :
{\displaystyle \gamma =g{\Delta \theta  \over \theta }\simeq g{\partial \theta  \over \partial z}{\Delta z \over \theta }}
Si N est la fréquence de Brunt-Väisälä, on a alors :
{\displaystyle \gamma =N^{2}\Delta z=N^{2}H_{0}}

### Calcul du ressaut: cas fréquence Brunt-Väisälä uniforme
Dans ce qui suit, on va modeler le ressaut hydraulique dans la vallée d'Owens où l'altitude est de 1 200 m. En aval de cette vallée se trouve le Mont Whitney qui est à 4 400 m. On considère un vent d'ouest de 40 nœuds soit 20 m/s au sommet de la montagne qui est typique de la région. En moyenne, on suppose que la chaîne s'élève à 2 700 m. Donc H₀ = 2700 m.
On suppose que l'écoulement au sommet de la montagne est critique. Si v₀ est la vitesse du vent au sommet de la montagne, la hauteur de l'écoulement h₀ sera donc donnée par l'équation :
{\displaystyle v_{0}^{2}=\gamma h_{0}=N^{2}H_{0}h_{0}}
Donc :
{\displaystyle h_{0}={v_{0}^{2} \over N^{2}H_{0}}}
On suppose l'atmosphère est standard et donc que {\displaystyle N=1.2\times 10^{-2}} s. On obtient alors :
{\displaystyle h_{0}={20\times 20 \over 1.2\times 1.2\times 10^{-4}\times 2700}\approx 1000\ m}
En application de l'équation de Küttner, on obtient {\displaystyle {h_{0} \over h_{1}}=2.7} et donc : h1 = 370 m.
On applique l'équation de conservation de la masse en ce qui concerne le vent v₁ en x₁. On a donc : {\displaystyle v_{0}h_{0}=v_{1}h_{1}} et donc {\displaystyle v_{1}={v_{0}h_{0} \over h_{1}}}. Donc en théorie, le vent en x₁ serait v₁ = 40 × 2.7 = 108 nœuds. En pratique le vent au sol sera plus faible ce à cause de la friction. On notera que le papier de Küttner est incorrect lorsqu'il affirme que {\displaystyle {h_{0} \over h_{1}}\approx 2} le facteur correct étant 2.7. Le nombre de Froude à cette location vaut :
{\displaystyle Fr=\left({h_{0} \over h_{1}}\right)^{3 \over 2}=2.7^{3 \over 2}=4.5}
En application de l'équation de Belanger, on obtient donc :
{\displaystyle {h_{2} \over h_{1}}={-1+{\sqrt {8Fr^{2}+1}} \over 2}\approx {\sqrt {2}}Fr=6.3}
On obtient alors h₁ = 2330 mètres. Le ressaut n'atteint même pas la hauteur de la ligne de crêtes qui est à 2700 mètres. Ce modèle est donc incomplet.

### Équation de Belanger généralisée
Küttner affirme que les rotors sont beaucoup plus violents en fin d'après midi lorsque le sol a été chauffé par le soleil. En effet la région située à l'est de la Sierra Nevada est une région semi-aride et il est courant que le versant californien soit pris par les nuages tandis que le versant est dégagé ce qui permet aux basses couches de l'atmosphère de plus se réchauffer en cours de journée, ce qui tend alors à réduire l'inversion de température. Ainsi, Küttner a modelé cet affaiblissement de l'inversion par un coefficient d'accélération moindre au niveau du ressaut.
On suppose que l'accélération de la gravité varie de g₁ à g₂ lors du ressaut hydraulique. La hauteur du ressaut est alors donnée par l'équation suivante qui est l'équation de Belanger généralisée :
{\displaystyle {1 \over 2}(g_{2}h_{2}^{2}-g_{1}h_{1}^{2})=v_{1}^{2}h_{1}\left(1-{h_{1} \over h_{2}}\right)}
En d'autres termes, le ressaut va être d'autant plus violent que l'inversion sera diminuée et donc que g₂ sera diminuée.
Lors d'un ressaut hydraulique, on {\displaystyle h_{2}\gg h_{1}} et {\displaystyle v_{1}\gg v_{2}}. L'équation généralisée de Belanger peut se simplifier comme suit :
{\displaystyle {1 \over 2}g_{2}h_{2}^{2}\approx v_{1}^{2}h_{1}}
Et donc :
{\displaystyle h_{2}\approx v_{1}{\sqrt {2h_{1} \over g_{2}}}}
On suppose que g₂ = g₁ / 4. On suppose que g₁ = 0.4 m/s². On a vu que h₁ = 370 et v₁ = 54. On obtient alors :
{\displaystyle h_{2}=54\times {\sqrt {2\times 370 \over 0.1}}=4650} mètres.
Dans ces conditions, le ressaut s'élève nettement au-dessus de la ligne de crête. On notera que des ressauts s'élevant jusqu'à 9000 mètres ont pu être observés,.

### Étude d'un phénomène identique en Colombie
En Colombie, la vallée de Cauca située dans les Andes sépare 2 chaînes de montagnes de manière à peu près identique à la vallée d'Owens qui sépare la Sierra Nevada des monts de Panamint. Ainsi, par vent d'ouest de l'air frais provenant de l'océan Pacifique se réchauffe par effet de föhn dans la vallée de Cauca et engendre un ressaut hydraulique générateur d'orages.